# ليسوم جبلي
ليسوم جبلي (الاسم العلمي:Illicium montanum) هو نوع نباتي يتبع جنس الليسوم من فصيلة الشزندرية.